# Страсбургский трамвай
Страсбургский трамвай (фр. Tramway de Strasbourg) — трамвайная система во французском городе Страсбурге. Является одним из примеров возрождения трамвая в 1990-х годах. Объединяет город, шесть пригородов, а также немецкий город Кель.

## Конный и электрический трамвай с 1878 по 1960 г
История страсбургских трамваев начинается 5 апреля 1877 года, когда была создана Страсбургская конно-железнодорожная компания (Straßburger Pferde-Eisenbahngesellschaft). 25 апреля 1888 года она была переименована в Страсбургскую трамвайную компанию (Straßburger Straßenbahngesellschaft).
С 1848 на общественном транспорте Страсбурга использовались лошади. Первые два стандартных рельсовых пути были открыты конно-железнодорожной компанией на непродолжительное время. Первый маршрут после 1878 года по мосту через Рейн вёл в Кель. Второй маршрут соединял Страсбург с Энаймом. Трамвайная сеть представляла собой нечто среднее между конкой и поездом. В центре города использовались лошади, а на окраинах небольшие паровозы. К 1885 году было построено ещё больше трамвайных путей, соединивших Кёнигсхофен, Робертзау, Нойхоф и Вольфисайм. В то же время несколько маршрутов возникли в центре города Страсбурга, где в 1883 году была открыта центральная станция. К 1886 году было завершено строительство линии, соединившей трамвайную сеть с Граффенштаденом. Этот маршрут стал заключительным в первом этапе расширения. Ширина колеи на тот момент составляла 1000 миллиметров. Начало истории электрификации конки и превращения её в трамвай было положено при заключении контракта 14 декабря 1894 года с электроэнергетической компанией AEG. По состоянию на 14 мая 1897 года AEG была основным акционером страсбургских трамваев, однако в 1912 году город Страсбург приобрел 51 % уставного капитала в целях защиты интересов населения. Будучи главным акционером, AEG осуществила полную электрификацию всей городской транспортной сети, которая постепенно расширялась, вплоть до 1913 года, пока её развитие не было прервано мировой войной. После войны Страсбург вместе с Эльзасом перешёл к Франции. Страсбургская трамвайная компания (Straßburger Straßenbahngesellschaft) с 1919 года стала называться Транспортной компанией Страсбурга (Compagnie des Transports Strasbourgeois или CTS). В 1918 году количество пассажиров было 46 144 000 в год. К концу 30-х годов XX-го века возникла тенденция к снижению пассажиропотока: если в 1930 году было перевезено 54 600 000 человек, то в 1938 году этот показатель упал до 33 000 000 пассажиров. Причинами этого были в постепенно развивающемся автомобильном движении и создании автобусной сети. 27 мая 1939 года была также открыта троллейбусная линия, ставшая частью городской транспортной сети.
После Второй мировой войны у транспортной компании Страсбурга отсутствовали необходимые средства для модернизации трамвайного парка. Было принято решение полностью остановить трамвайное сообщение. К 1956 году наземная трамвайная сеть была преобразована в автобусную. С 1957 года функционировали две линии метрополитена с модернизированными транспортными средствами. Последним днём работы этих двух линий стало 30 апреля 1960 года. Трамваи были упразднены. С 31 марта 1962 года, дизельный автобус был единственным местным городским транспортом. Скорость движения в городе была от 10 до 15 км/ч.

## Современный трамвай (1994)
| Линия | Маршрут | Протяжённость (в км) | Кол-во станций | Дата открытия  |
| ----- | --- | -------------------- | -------------- | -------------- |
| A     | Parc des Sports — Dante — Rotonde — Gare Centrale (Страсбургский вокзал) — Anc. Synagogue-Les Halles — Homme de Fer — Langstross-Grand’Rue — Étoile Bourse (Автобусный вокзал) — Krimmeri Stade de la Meinau (Стад де ла Мено) — Baggersee — Colonne — Leclerc — Campus d’Illkirch — Illkirch Lixenbuhl — Parc Malraux — Cours de l’Illiade — Graffenstaden | 14,7                 | 27             | 1994 2013 2016 |
| B     | Hœnheim Gare (Энайм) — Pont Phario — Wacken — République — Place Broglie (Оперный театр) — Homme de Fer — Alt Winmärik (Alter Weinmarkt) — Montagne Verte (Grüeneberri) — Elsau — Ostwald Hôtel de Ville (Rathaus Ostwald) — Lingolsheim Alouettes — Lingolsheim Tiergaertel                                                                                | 14,8                 | 27             | 2000 2008      |
| C     | Gare Centrale (Страсбургский вокзал) — Homme de Fer — Place Broglie (Оперный театр) — République — Université — Observatoire — Landsberg — Kibitzenau — Neuhof Rodolphe Reuss | 8,1                  | 17             | 2000 2007 2010 |
| D     | Poteries — Dante — Rotonde — Gare Centrale (Страсбургский вокзал) — Anc. Synagogue-Les Halles — Homme de Fer — Langstross-Grand’Rue — Étoile Bourse (Автобусный вокзал) — Étoile Polygone — Landsberg — Aristide Briand — Port du Rhin — Kehl Bahnhof | 11,4                 | 22             | 1998 2013 2017 |
| E     | Robertsau Boecklin (Ruprechtsau) — Parlement Européen (Европарламент) — Wacken — République (Kaiserplatz) — Université — Observatoire — Landsberg — Étoile Polygone — Krimmeri Stade de la Meinau (Bahnhof Krimmeri-Meinau) — Baggersee — Colonne — Leclerc — Campus d’Illkirch                                                                             | 12                   | 23             | 2007           |
| F     | Place d’Islande — Observatoire — Université — République — Place Broglie (Оперный театр) — Homme de Fer — Alt Winmärik (Alter Weinmarkt) — Montagne Verte (Grüeneberri) — Elsau | 5,62                 | 13             | 2010           |